# William Knollys (1er comte de Banbury)
William Knollys (1544 – 25 mai 1632), 1er baron Knollys de Greys, puis 1er vicomte Wallingford, et finalement 1er comte Banbury, est une personnalité anglaise de la Cour de la reine Élisabeth et du roi Jacques.

## Biographie
Fils de Sir Francis Knollys et de Catherine Carey (fille de William Carey et de Mary Boleyn), il est membre du Parlement de 1571 à 1601 (successivement pour Stafford, Tregony et Oxfordshire).
Il est fait châtelain du château de Wallingford en 1584.
En 1586, il sert comme capitaine dans les Pays-Bas sous les ordres de son beau-frère Robert Dudley, comte de Leicester.
En 1596, à la suite du décès de son père, il lui succède en tant que Lord Lieutenant du Berkshire et d'Oxfordshire (il le restera jusqu'à sa mort). La même année, il est également nommé Comptroller of the Household (en).
Il est Treasurer of the Household de 1601 à 1616.
William fait reconstruire Caversham Park, où il reside régulièrement.
Il est créé 1er baron Knollys de Greys en 1603, puis 1er vicomte Wallingford en 1616 et 1er comte de Banbury en 1626.
Il épouse Dorothy Bray (en), fille du baron Edmund Braye (en) et de Jane Halliwell, et veuve de Giles Brydges. Veuf, Knollys se remarie le 23 décembre 1605 avec Lady Elizabeth Howard (1586-1658), fille de Thomas Howard, 1er comte de Suffolk (veuve elle se remarie à son tour avec Edward Vaux (en)). Les deux enfants, Edward (1627-1645) et Nicholas (1631-1674), dont sa femme accouche alors qu'il a plus de 80 ans sont considérés comme illégitimes par la Chambre des lords, qui les empêche de succéder au titre de comte de Banbury.
Knollys était tombait amoureux de Mary Fitton, qui repoussa ses avances.